# Росія на Паралімпійських іграх
Росія на Паралімпійських іграх уперше взяла участь окремою командою у 1994 році на зимових Іграх у Ліллегаммері, і з того часу бере участь на всіх літніх і зимових іграх.
До цього Росія брала участь у складі збірної СРСР, дебют відбувся в Інсбруку у 1988 році. У цей же рік СРСР брав участь у літніх паралімпійських іграх у Сеулі. Радянські параолімпійці виграли 21 золоту, 20 срібних і 15 бронзових медалей у Літніх Іграх і 2 бронзові медалі на Зимових іграх.
Російські спортсмени виграли 166 олімпійських медалей на літніх і 153 медаль на зимових Олімпійських іграх. Таким чином, усього на Олімпіадах було виграно 319 медалей, з них 109 - золотих.

## Медальний залік

### Медалі літніх Олімпійських ігор
| Ігри  | Золото | Срібло | Бронза | Всього | Місце |
| 1996  | 9      | 7      | 11     | 27     | 16    |
| 2000  | 12     | 11     | 12     | 35     | 14    |
| 2004  | 16     | 8      | 17     | 41     | 11    |
| 2008  | 18     | 23     | 22     | 63     | 8     |
| 2012  |        |        |        |        |       |
| Разом | 55     | 49     | 62     | 166    |       |

### Медалі зимових Олімпійських ігор
| Ігри  | Золото | Срібло | Бронза | Всього | Місце |
| 1994  | 10     | 12     | 8      | 30     | 5     |
| 1998  | 12     | 10     | 9      | 31     | 5     |
| 2002  | 7      | 9      | 5      | 21     | 5     |
| 2006  | 13     | 13     | 7      | 33     | 1     |
| 2010  | 12     | 16     | 10     | 38     | 2     |
| Разом | 54     | 60     | 39     | 153    |       |

### Медалі літніх Олімпійських ігор СРСР і Об'єднаної команди
| Ігри  | Золото | Срібло | Бронза | Всього | Місце |
| 1988  | 21     | 19     | 15     | 55     | 12    |
| 1992  | 17     | 14     | 15     | 46     | 8     |
| Разом | 38     | 33     | 30     | 101    |       |

### Медалі зимових Олімпійських ігор СРСР і Об'єднаної команди
| Ігри  | Золото | Срібло | Бронза | Всього | Місце |
| 1988  | 0      | 0      | 2      | 2      | 15    |
| 1992  | 10     | 8      | 3      | 21     | 3     |
| Разом | 10     | 8      | 5      | 23     |       |